# Horst Hamelmann
Horst Hamelmann (* 26. Mai 1924 in Gütersloh; † 22. Juni 2021 in Bielefeld) war ein deutscher Chirurg und Hochschullehrer.

## Leben
Hamelmann besuchte ab 1934 das Domgymnasium Kolberg und bestand 1942 die Abiturprüfung. Er studierte 1943/44 an der Friedrich-Wilhelms-Universität zu Berlin und der Karl-Ferdinands-Universität in Prag und 1945–1948 an der Westfälischen Wilhelms-Universität Münster. 1948 approbiert, wurde er 1949 in Münster zum Dr. med. promoviert. Die Ausbildung begann er in der Chirurgie und der Inneren Medizin an den Städtischen Krankenanstalten Bielefeld (Lehrer: Lamprecht, Wolf). 1953 ging er zu Rudolf Zenker an die Philipps-Universität Marburg. Anlässlich Zenkers Berufung auf den Lehrstuhl wechselte Hamelmann mit ihm 1958 an die Ludwig-Maximilians-Universität München, an der er sich 1961 habilitierte.  1967 zum apl. Professor ernannt, wurde er 1969 an die Philipps-Universität zu Marburg/Lahn berufen. Die Aussicht auf bessere politische Rahmenbedingungen bewogen ihn, 1978 den Ruf an die Christian-Albrechts-Universität zu Kiel anzunehmen. Im selben Jahr begann der Neubau der Kieler Chirurgie, der 1986 eingeweiht wurde. Gleichzeitig begann Hamelmann den Ausbau der Experimentellen Chirurgie als einer neugestalteten Abteilung der Chirurgie. Im Sommer 1980 leitete er die 125. Tagung der Vereinigung Nordwestdeutscher Chirurgen. 1988/89 war er Präsident der Deutschen Gesellschaft für Chirurgie und leitete den Jahreskongress in München 1989. Er lebte in Kiel-Suchsdorf. 
Hamelmann war ein großer Musikliebhaber und befasste sich mit der Ornithologie. Noch im hohen Alter spielte er mit seinem Kolberger Schulfreund und Kollegen Karl Hempel Golf. Verheiratet war er mit Ingrid Hamelmann geborene Essen († 2009), mit der er 5 Kinder und 12 Enkel hatte. Sein Sohn Wulf Hamelmann ist habilitierter Chirurg und Chefarzt in Kassel. Der jüngere Sohn Eckard Hamelmann ist Professor für Pädiatrie an der Universität Bielefeld und Ärztlicher Direktor am Kinderzentrum Bethel in Bielefeld. Dort starb Horst Hamelmann im Jahr 2021 mit 97 Jahren.

## Ehrungen
- Ehrenmitglied der Vereinigung Norddeutscher Chirurgen|
- Ehrenmitglied der Vereinigung Bayerischer Chirurgen[8]
- Ehrenmitglied der Vereinigung Mittelrheinischer Chirurgen[9]
- Verdienstorden der Bundesrepublik Deutschland, Verdienstkreuz 1. Klasse (1987)

## Herausgeber
- mit Arnulf Thiede, Eberhard Deltz und Rainer Engemann: Microsurgical Models in Rats for Transplantation Research. Springer, Berlin Heidelberg New York Tokyo 1985, ISBN 978-3-642-61657-0.